# 물결줄표
〜(영어: wave dash, 일본어: 波ダッシュ 나미 닷슈[*])는 일본어 표기의 구두점 중 하나이다. 대시 (-)의 파형이기 때문에 이렇게 불린다. 〜는 일본어 윈도우 XP 등의 환경에서는  대신 로 변한다. 〜는 음성 기호 등으로 사용되는 물결표 (~)와는 다르다. 그러나 일본어 마이크로소프트 윈도우 등에서는 〜 대용으로 물결표가 부적절하게 사용되기 때문에 혼란이 발생하기도 한다.

## 같이 보기
- 줄표
- 물결표